# Vermilion Parish
Vermilion Parish is een parish in de Amerikaanse staat Louisiana. Ze is genoemd naar de rivier Vermilion, die hier haar monding heeft.
De parish heeft een landoppervlakte van 3.040 km² en telt 53.807 inwoners (volkstelling 2000). De hoofdplaats is Abbeville. Ze grenst in het westen aan Cameron Parish, in het noorden aan Jefferson Davis Parish, Acadia Parish en Lafayette Parish, in het oosten aan Iberia Parish en in het zuiden aan de Golf van Mexico. Het is een van de 22 parishes die samen Acadiana of Cajun Country vormen.